# 슈바르츠호른
슈바르츠호른(Schwarzhorn)은 스위스 베른고원의 브리엔츠와 그린델발트 사이에 위치한 베른 알프스의 산이다. 해발 2,928m로 그로세 샤이덱 고개 북쪽에 있는 산악군 중 가장 높은 정상이다. 슈바르츠호른은 브리엔츠 시정촌에서 가장 높은 지점이기도 하다.
블라우 글렛철리(Blau Gletscherli)라는 이름의 작은 빙하는 산의 북쪽에 있다.
슈바르츠호른은 베른고원에서 가장 멋진 전망대 중 하나로 간주된다. 슈바르츠호른의 정상은 남쪽 능선의 산책로를 통해 접근할 수 있다.